# フレディ・ジャクソン
フレデリック・アンソニー・“フレディ”・ジャクソン（Frederick Anthony "Freddie" Jackson、1956年10月2日 - ）は、アメリカ合衆国のR&B、ソウルシンガー。

## 人物
ニューヨーク・ハーレム出身。「Rock Me Tonight」のヒット曲で知られる、1980年代を代表するR&Bシンガーでブラック・コンテンポラリーにも分類される。 尚、現在も活動中である。

## ディスコグラフィ

### スタジオ・アルバム盤
- Rock Me Tonight（1985）
- Just Like The First Time（1986）
- Don't Let Love Slip Away（1988）
- Do Me Again（1990）
- Time for Love（1992）
- Private Party（1995）
- Life After 30（1999）
- It's Your Move（2004）
- Personal Reflections（2005）
- Transitions（2006）
- For You（2010）

### ベスト盤、ライブ盤
- The Greatest Hits of Freddie Jackson At Christmas（1994）
- Anthology（1998）
- Live in Concert（2000）
- Greatest Hits（2007）
- Diamond Collection（2009）